# Iveco
Iveco S.p.A. (acronyme de « Industrial Vehicules Corporation ») est un constructeur italien de véhicules industriels et d'autobus, dont le siège social est basé à Turin, en Italie, entièrement contrôlé par le groupe Exor. Il conçoit et fabrique des véhicules utilitaires légers, moyens et lourds, des engins de chantier/carrière, des autobus pour le transport urbain et interurbain et des véhicules spéciaux comme les camions anti-incendie, tout-terrain ou pour le secteur militaire et la protection civile.
C'est une holding créée le 1er janvier 1975 par Fiat à l'occasion de la fusion de ses filiales spécialisées, Fiat V.I., OM, Lancia V.I. et Unic-Fiat – à la suite du rachat du constructeur allemand Magirus-Deutz au groupe KHD, qui deviendra Deutz AG et à laquelle sont venus s'ajouter par la suite d’autres marques comme Ford UK Trucks en 1986, l'espagnol Pegaso et le britannique Seddon Atkinson en 1990.
En 2009, Iveco est le deuxième constructeur de camions en Europe avec 20 % de part de marché et le plus important constructeur de moteurs Diesel du monde, avec deux fois plus de moteurs Diesel produits que de camions, pour bateaux, génératrices, matériel agricole, engins de travaux publics et camions d’autres constructeurs, à travers Fiat Powertrain Technologies. Son chiffre d’affaires s'est élevé à 13,52 milliards d'euros en 2018, et l'entreprise dispose de 49 usines et 15 centres de recherche et de développement dans 19 pays.
Au 1er janvier 2011, le constructeur a été séparé de sa holding mère Fiat pour être regroupé avec le fabricant d'équipements agricoles et d'engins de chantiers CNH Global dans une nouvelle holding nommée Fiat Industrial devenue CNH Industrial en 2013.
Le 1er janvier 2022, IVECO devient un groupe indépendant et est transféré du groupe CNH Global, filiale d'Exor, directement au groupe Exor.
Iveco dispose de plusieurs usines en Europe, Chine, Russie, Australie, Afrique du Sud, Argentine et Brésil et compte approximativement 5 000 points de vente et d’assistance dans plus de 160 pays. En 2011, la production mondiale du groupe s'élevait déjà à 150 000 véhicules et son chiffre d’affaires à plus de 10 milliards d’euros.
Le 30 juillet 2025, Iveco a annoncé vendre sa partie militaire au groupe italien Leonardo et sa partie véhicules commerciaux au groupe indien Tata Motors.

## Histoire

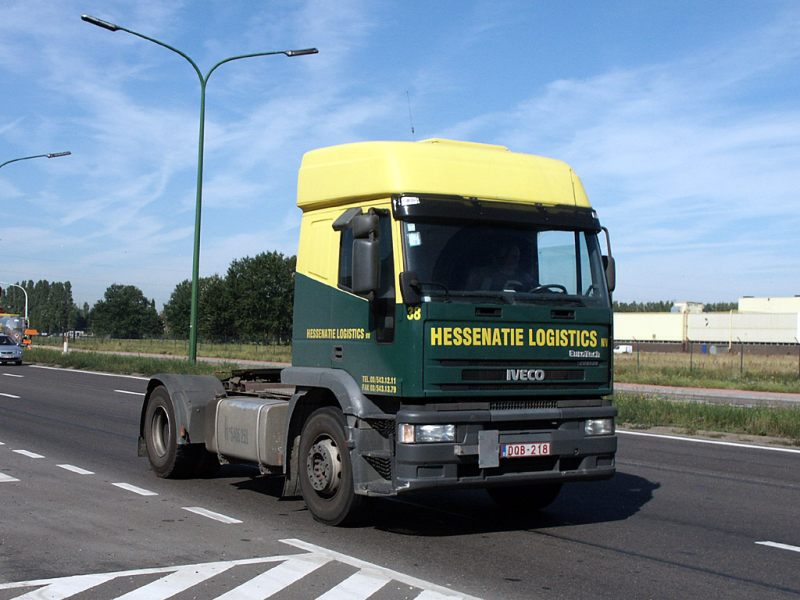
Tracteur routier Iveco EuroTech (1990).

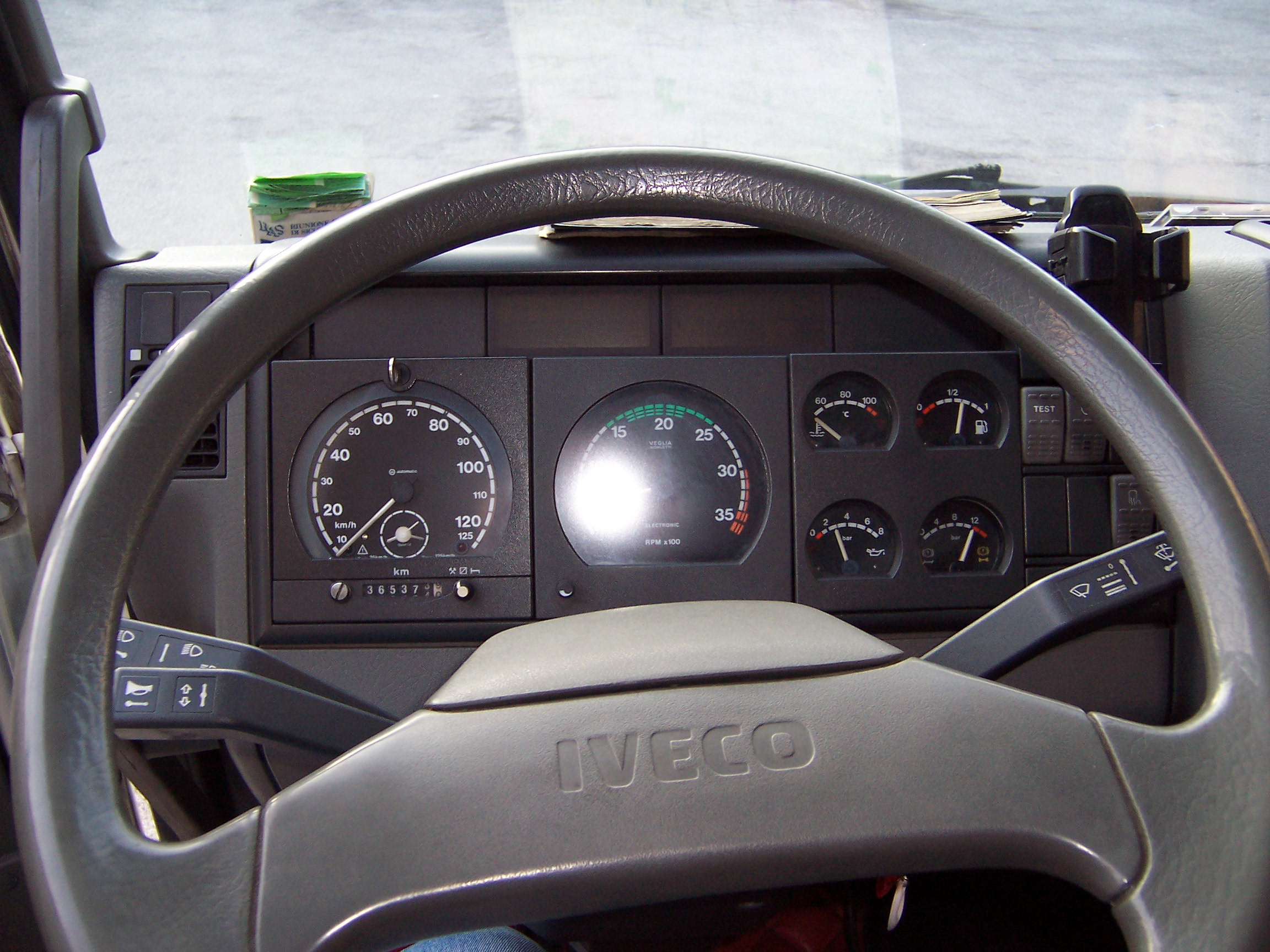
Poste de conduite Iveco EuroTech

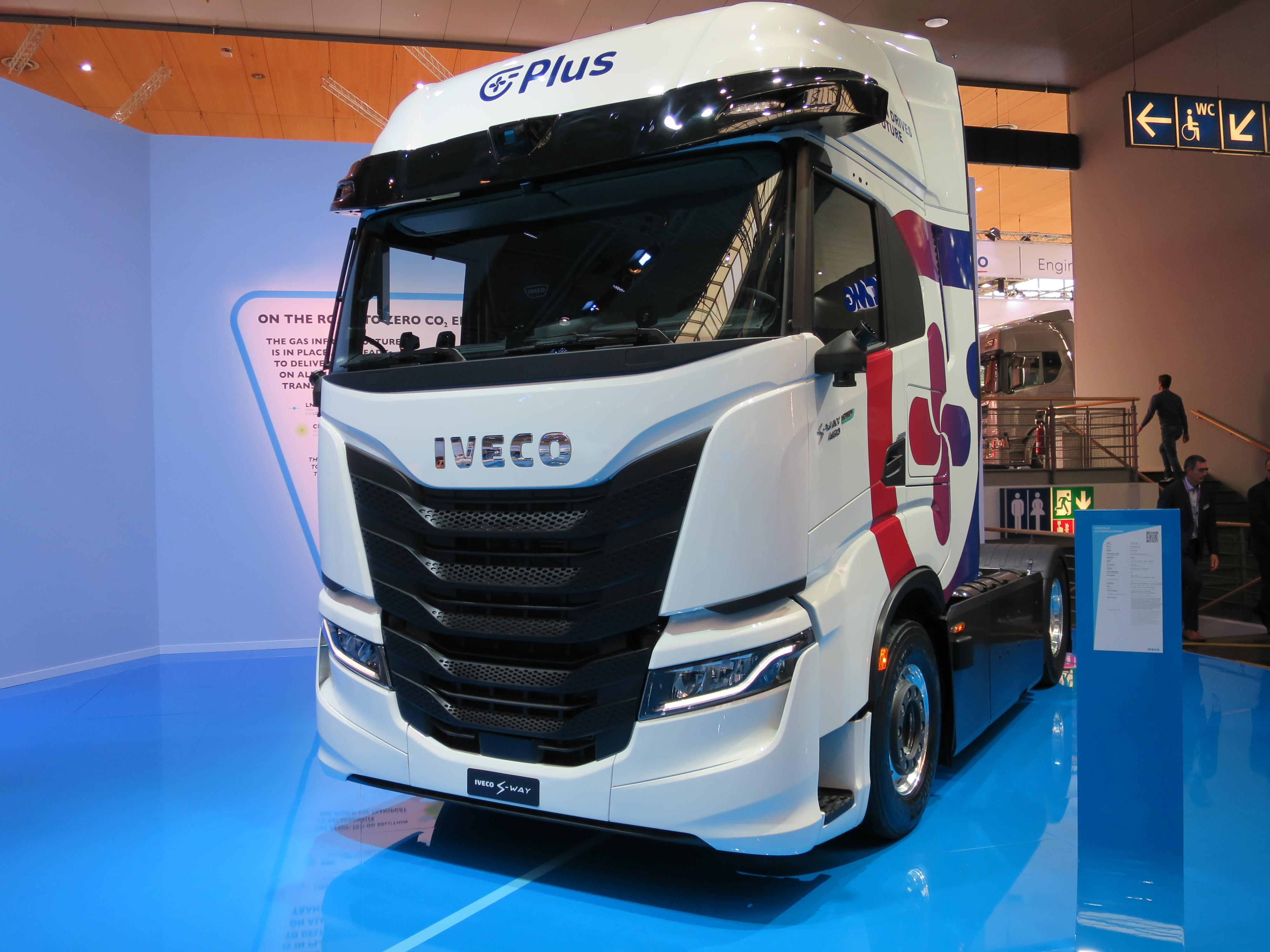
Iveco S-Way conduite autonome (2022)

### Les grandes étapes et dates de la société
Iveco fait sa première apparition le 1er janvier 1975 après la fusion de cinq marques spécialisées : 
- Fiat Veicoli Industriali dont le siège social se trouve à Turin, en Italie,
- OM, Brescia Italie,
- Lancia Veicoli Speciali, Bolzano (Italie),
- Unic-Fiat, Puteaux (France)
- Magirus-Deutz, Ulm (Allemagne).

À la suite de la fusion des cinq marques, la nouvelle entreprise Iveco commence, dans un premier temps, par rationaliser sa gamme de produits, ses usines et son réseau de vente, tout en conservant les marques d’origine. De 1975 à 1979, la gamme Iveco comprenait 200 modèles de base et 600 versions, allant du 2,7 tonnes de PTC pour les véhicules légers à plus de 40 tonnes pour les poids lourds, sans parler des autobus et des moteurs industriels,.
En 1978, Iveco lance le Daily, premier véhicule de la gamme des utilitaires légers à porter la marque Iveco. Le produit est à la base conçu comme un petit véhicule industriel, fiable et solide. En 1980, Iveco construit le premier moteur turbo-diesel pour poids-lourds.
Dans les années 1980, la stratégie d’entreprise est fortement dirigée vers la promotion des marques et sponsorise des événements sportifs, comme les Jeux Olympiques de Moscou en 1980, la Coupe Davis en 1982, les expéditions Jacques Cousteau en Amazonie en 1983 et le Raid Pigafetta, au cours duquel l’Iveco-Fiat 75 PC 4x4 est le premier à terminer le tour du globe. Deux nouveaux secteurs sont créés : moteurs diesel pour autobus et véhicules anti-incendie sous la marque Iveco EuroFire.
En 1984, Iveco lance le TurboStar, un poids-lourd routier long courrier qui devient le véhicule le plus vendu en Italie et un acteur très important sur le marché européen, totalisant plus de 50 000 unités vendues en sept ans.
En 1985, Iveco fabrique le premier moteur diesel léger à injection directe.
En 1986, Iveco Ford Truck Ltd. est incorporé à parts égales avec Ford dans une co-entreprise, qui prend le contrôle de la production et des ventes des principaux véhicules des gammes Iveco et Ford Cargo.
Au milieu des années 1980, Astra SpA, producteur de camions spéciaux de chantier/carrière et militaires, implanté à Plaisance, entre dans le Groupe Iveco.
En 1989, le premier moteur diesel équipé d’une vanne EGR permettant de diminuer les émissions polluantes et compatible avec les véhicules utilitaires est produit ; la même année, le nouveau véhicule Daily turbo équipé de cette vanne EGR est lancé sur le marché.
En 1990, le groupe prend 60 % du contrôle de l’entreprise espagnole ENASA, propriétaire du constructeur de véhicules industriels Pegaso. Dans les années 1990, les véhicules EuroCargo, EuroTech, EuroTrakker et EuroStar rénovent totalement la gamme. L’EuroCargo et l’EuroTech sont respectivement élus « Truck of the Year » en 1992 et en 1993. C’est la première fois que cette distinction est remise au même constructeur deux années de suite.
En 1991, la société anglaise Seddon Atkinson est rachetée ainsi que son héritage de véhicules spéciaux destinés aux industries de ramassage des ordures ménagères et de construction. La même année, la première chaîne de montage du TurboDaily est inaugurée chez Nanjing Motor Corporation en Chine.
En 1992, Iveco prend le contrôle du premier constructeur de véhicule industriels en Australie pour former « ITAL », appelé à l’origine International Trucks Australia, puis en 2001, Iveco Trucks Australia Limited.
En 1995, Iveco signe un accord avec Yuejin Motor Corporation de Nanjing pour former la coentreprise NAVECO, chargée de produire les véhicules utilitaires légers et les moteurs diesel. Au même moment, la division des véhicules anti-incendie signe un accord avec le Groupe Sinopec pour l’assemblage de véhicules spéciaux munis de lances d’extincteurs à mousse en Chine.
En 1996, la production des engins anti-incendie en Allemagne est assurée par la société Iveco Magirus Brandschutztechnik Gmbh. L’année suivante, l’arrivée d’une société française, Löhr, accroît les activités de la société, qui devient Löhr Magirus. L’usine italienne de Foggia pulvérise le record de 2,5 millions de moteurs produits en 20 ans et en 1999, la production de groupes motopropulseurs diesel atteint son plus haut volume avec 405 000 unités.
L'an 1998 est l’année de sortie du Cursor 8, suivi du Cursor 10 l’année suivante, le premier moteur diesel turbo à géométrie variable et le premier moteur diesel Common Rail pour poids lourds. La célébration du 125e anniversaire de la présentation du premier Magirus Leiter coïncide avec la sortie d’usine du 5 000e camion de sapeur-pompier porte-échelle Magirus depuis la Seconde Guerre mondiale.
En 1999, les constructeurs d'autobus et d'autocars Iveco et Renault décident de fusionner leurs divisions autobus-autocars. L'entreprise franco-italienne "Irisbus" est créée à Annonay, qui englobe Renault Bus et de la division autobus "Europe d'Iveco".
En 2001 Iveco rachète la totalité d'Irisbus.
En 2004, la marque Iveco Motors voit le jour. Elle devient la société-mère pour la production de moteurs et l’année suivante, elle intègre la toute nouvelle division Fiat Powertrain Technologies. Fin 2004, l’accord entre Iveco et la société chinoise Saic-Shanghai Automotive Industry Corporation prend effet.
En 2006 Iveco sponsorise les Jeux Olympiques de Turin avec une flotte de 1 200 autobus Iveco Irisbus. L’année suivante, Iveco devient le sponsor des All Blacks, l’équipe de rugby de la Nouvelle-Zélande.
En 2009, Iveco devient le fournisseur de Camions et Véhicules Utilitaires pour le transport des engins des Grands Prix Moto tout en restant le sponsor historique de l’équipe Ferrari Racing, pour laquelle il fournit les véhicules transportant les monoplaces à toutes les courses de championnat du monde de Formule 1.
Le 1er janvier 2011 la holding Fiat Industrial est créée qui intègre CNH, Iveco et FPT Industrial. Au mois de septembre de la même année, le Fiat Industrial Village est inauguré à Turin, un centre polyvalent appartenant à Fiat Industrial, créé pour les ventes, l’assistance et la présentation des produits des marques Iveco, New Holland et FPT Industrial.
Le 15 janvier 2012, Iveco remporte la 33e édition du rallye Dakar avec l’équipe Petronas De Rooy et le conducteur hollandais Gerard De Rooy, au volant de l’Iveco Powerstar. De Rooy était suivi par les conducteurs Stacey et Biasion, au volant de deux véhicules Iveco Trakker Evolution 2, équipés d’un moteur FPT Industrial C13 de plus de 900 Ch.
En juillet 2016, Iveco est contraint de payer une amende de 494 millions d'euros infligée par les autorités de la concurrence européenne pour avoir participé à une entente, dans le secteur de la production de poids lourds.
À la suite du procès qui a eu lieu en juillet 2016, le fabricant allemand MAN, filiale du groupe Volkswagen, qui avait dénoncé l'affaire aux autorités de concurrence de la Commission Européenne en 2011, a été totalement exonéré d'amende. Le groupe MAN a ainsi évité une facture de 1,2 milliard d'euros du fait de ses agissements car il était l'instigateur de la tricherie. Son compatriote Daimler a dû verser 1,008 milliard d'euros, le néerlandais DAF 752 millions, le suédois Volvo-Renault Trucks 670 millions et l'italien Iveco 494 millions.[réf. nécessaire]
Le 3 septembre 2019, Iveco et la jeune start-up américaine Nikola Motor signent un contrat de coopération pour développer une gamme de camions électriques à batteries (BEV) et pile à combustible à hydrogène (FCEV). Iveco prend également une participation (6,7%) dans le capital de Nikola et doit fabriquer dans son usine allemande d'Ulm les modèles destinés à l'Europe dont le Nikola Tre construit sur la base de l'Iveco S-Way, à partir de fin 2021.
Le 26 septembre 2021, Iveco et Nikola Motor inaugurent l'usine allemande où va être produit le camion électrique Nokola Tre dès cette fin d'année pour des livraisons en janvier 2022.

### Les dates de la gamme produits

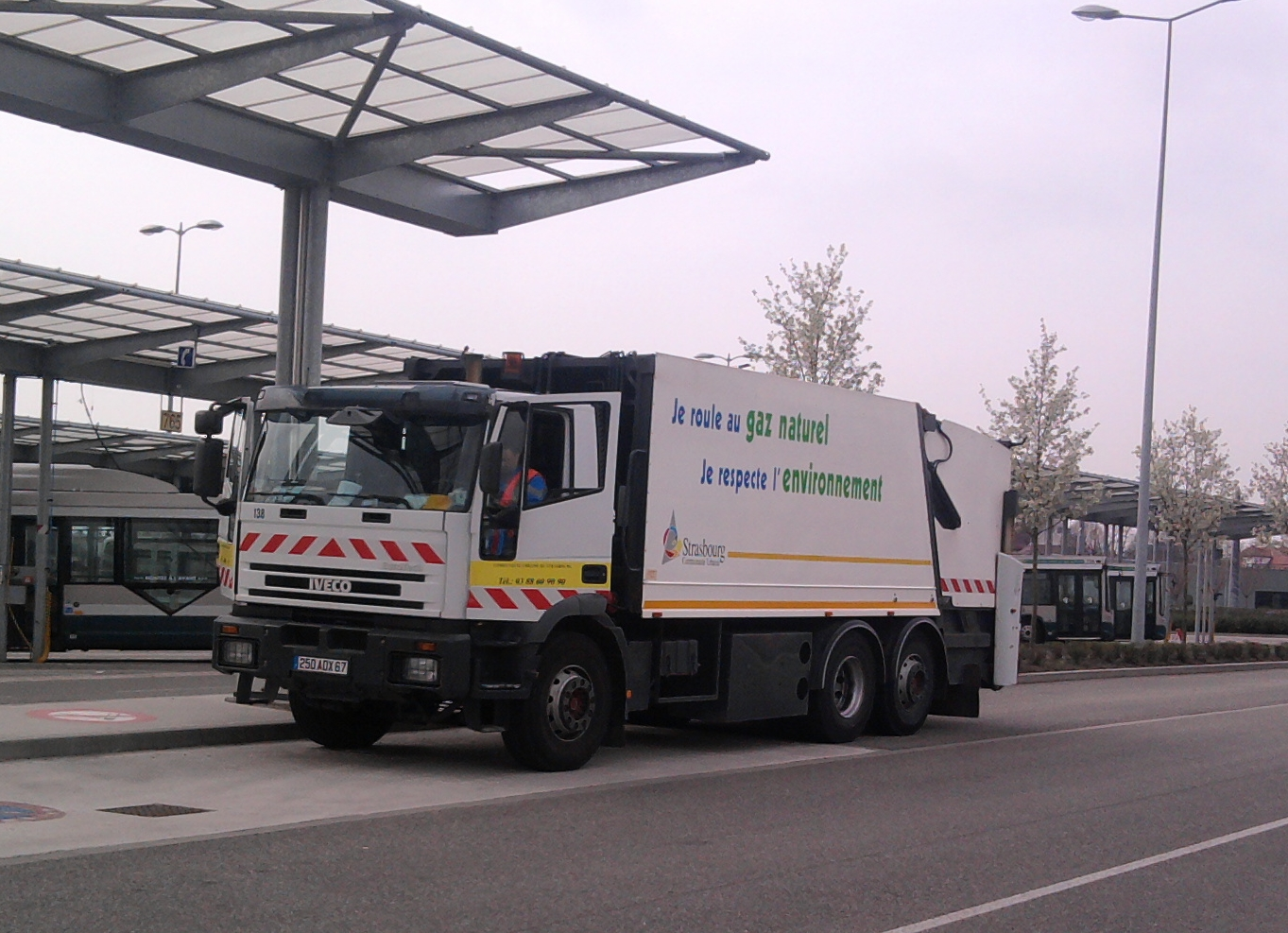
Benne à Ordures Iveco de Strasbourg

Pour les véhicules des gammes légères, moyennes et lourdes de 1899 (date de création de F.I.A.T) à 1975 (date de création d'IVECO), voir Fiat V.I..
Pour les autobus et autocars depuis 2000, voir Iveco Bus.
Pour la gamme militaire, voir Iveco Defence Vehicles.
- 1975 - Iveco (Industrial VEhicles COrporation) est créé le 1er janvier, la gamme reprend les derniers modèles de chacun des constructeurs fondateurs.
- 1978 - lancement du modèle Daily, sous 5 marques : Fiat, OM, Alfa Romeo, Unic et Magirus,
- 1984 - naissance du TurboStar, camion lourd pour les longs courriers internationaux, plus de 300.000 unités fabriquées,
- 1987 - adjonction de la gamme lourde et extra-lourde d'Astra SpA constructeur italien de camions spéciaux de chantier et dumpers,
- 1991 - lancement de la gamme Euro, avec l'EuroCargo en gamme moyenne (élu camion de l'année 1992), EuroTech (élu camion de l'année 1993), EuroStar en gamme lourde et EuroTrakker pour les chantiers. Une nouvelle cabine avancée est introduite, conçue par le Designer italien Giorgetto Giugiaro, la Multi-Purpose avec diverses largeurs et hauteurs, moitié Acier et Plastique, pour les camions de 6 tonnes et plus de PTR.
- 1998 - L'entreprise inaugure la gamme de moteurs diesel Cursor 8 de 7.8 litres de 280 à 352 chevaux, Cursor 10 de 10,3 litres de 390 et 430 chevaux, et Cursor 13 de 480 et 540 chevaux.
- 1999 - naissance du Daily City Camion qui conjugue les qualités d'un camion avec les facilités de conduite d'une voiture,
- 2000 - Une nouvelle usine ultra moderne IVECO est ouverte à Sete Lagoas au Brésil.
- 2007, un concessionnaire Iveco, de Limbourg, aux Pays-Bas, importe des composantes du camion à capot Iveco Powerstar australien, pour faire un hybride avec une base d'IVECO Stralis et nommé IVECO Strator par le fabricant-concessionnaire[33].
- 2009 - Iveco présente sa gamme de camions lourds Iveco Genlyon sur le marché chinois. Le camion est élu "Truck of the Year 2010" en Chine. Iveco fête ses 40 ans de présence comme constructeur en Argentine. Iveco lance le Daily CNG et Elecric, l'EuroCargo Hybride et le Stralis CNG.
- 2010 - Le nouvel EcoDaily reçoit plusieurs récompenses en Europe. Lancement de la gamme Vertis en Amérique Latine. Iveco lance la gamme EuroCargo Natural Power. Iveco lance une nouvelle gamme PowerStar en Australie et est récompensé par le prix "Technology and Innovation Award”, l’équivalent du “Truck of the Year” en Europe.
- 2013 - Le 24 mai, Iveco supprime la marque Irisbus, fait renaître Iveco Bus et présente l'Urbanway, l'autobus qui remplace le Citelis dans le domaine du transport urbain. Iveco a annoncé à la fin d'octobre 2013 la production du véhicule n° 90.000 par sa filiale en Argentine, laissant les lignes d'assemblage de son usine industrielle dans la ville de Ferreyra, Córdoba.
- 2021 - début septembre, lors de l'ACT Expo de Long Beach en Californie, Nikola Motor et Iveco présentent le camion électrique à batteries Iveco Nikola TRE, un tracteur (pour semi-remorques) électrique de classe 8. La production en série de cette version à batterie (BEV) débute en fin d’année dans les usines de Coolidge (Arizona) et d’Ulm (Allemagne).

Les groupes électrogènes Iveco Motors sont produits en 7 versions :
- G-Drive Diesel
- Genset Diesel
- Genset Gas
- Genset Marine
- Genset Soundproofed
- Special Generating Sets

## Marques
Iveco est une branche du groupe Exor (depuis 1/1/2022 et anciennement CNH Industrial, ex Fiat Industrial.

### Iveco
Iveco est la marque sous laquelle les véhicules utilitaires légers (< 3,5 tonnes), moyens et poids lourds sont vendus. La gamme des utilitaires légers part du Nouveau Daily décliné dans les versions allant de 2,8 t à 7 t et en 4x4. La gamme des utilitaires moyens comprend l’EuroCargo, disponible de 7 t à 19 t en 4x2 ou 4x4. Les Stralis et Trakker, de 19 t à 72 t, composent la gamme des poids lourds en version à deux, trois ou quatre essieux, à transmission intégrale ou à deux roues motrices.

### Iveco Bus
Iveco Bus est la marque de la division spécialisée dans les véhicules de transport de passagers, allant des mini-bus aux autobus de transport urbain et interurbain, les autocars touristiques et de grand tourisme. Le 24 mai 2013 la marque Irisbus a disparu en faveur de Iveco Bus,.

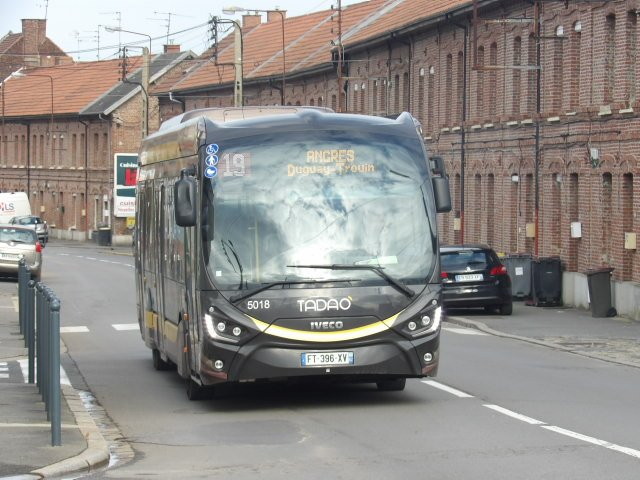
Iveco Crealis 12m

La Gamme Crealis D'IVECO, est la gamme de BHNS de la marque.

### Iveco Astra
Iveco Astra est la marque des véhicules tout-terrain pour les entreprises de construction et minières. Elle produit des poids lourds de route et tout terrain comme des tracteurs lourds pour transport routier et des véhicules de logistique, y compris les véhicules blindés de l’armée. La société Astra fut fondée en 1946 mais fait partie d’Iveco depuis 1986.

### Iveco Magirus
Iveco Magirus est la marque des véhicules anti-incendie et de leurs équipements. Iveco Magirus produit également des camions de sapeur-pompiers porteur grande échelle, secteur où elle occupe une place de leader au niveau mondial. La société a été fondée en 1894 par Conrad Magirus, chef des sapeurs-pompiers de Ulm, en Allemagne et inventeur des échelles pour les véhicules anti-incendie.

### Iveco Defence Vehicles (IDV)
Iveco Defence Vehicles est la marque spécialisée dans la production et la vente des véhicules militaires et de défense. Le siège social se trouve à Bolzano, lieu où est produit l’Iveco LMV Lince, une des marques les plus célèbres pour ce genre de véhicules, utilisé par de nombreuses armées en Europe et dans le monde.

### Iveco Capital
Iveco Capital est la division financière d’Iveco qui offre une aide financière (crédit) aux clients désirant acheter un véhicule.

### Les partenaires dans le monde
Iveco s’appuie sur un réseau serré de co-entreprises, spécialement en Chine, où on trouve :
- NAVECO, spécialisé dans les véhicules légers et moyens[43]
- SAIC Iveco-Hongyan (SIH), spécialisé dans les véhicules poids lourds[43]
- Saic-Iveco FPT Hongyan (SFH), spécialisé dans les moteurs pour poids lourds[44]

### Les filiales dans le monde
- Iveco Bus spécialiste des transports de personnes, autobus urbains, autocars, minibus, midibus, grand tourisme.
- NAVECO implantée en Chine depuis 1992, fabrique localement la gamme Iveco Daily - 60 000 ex par an,
- Hongyan, filiale d'Iveco en Chine qui fabrique toute la gamme lourde,
- Iveco Argentina
- Iveco Venezuela
- Iveco Brazil
- Iveco-Otoyol, en Turquie,
- Iveco-AMT en Russie,
- Iveco Larimar, en Afrique du Sud.

### Finances
En 2018 le chiffre d'affaires net d’Iveco était de 15,49 milliards US$ (soit 13,52 Mds €uros), en hausse de 3,5 % sur 2017. Le résultat d’exploitation était de 387 millions d’euros en hausse de 0,1%. Au total, 175 928 véhicules ont été livrés, soit une réduction de 4,2 % par rapport à 2017, 613 000 moteurs diesel et GNV, soit une hausse de 1%, un peu plus de 72 200 transmissions, en hausse de 2 % sur 2017, et 175 700 essieux, en baisse de 9%.

### Évolution du logo
Le logo a évolué depuis 1975 :

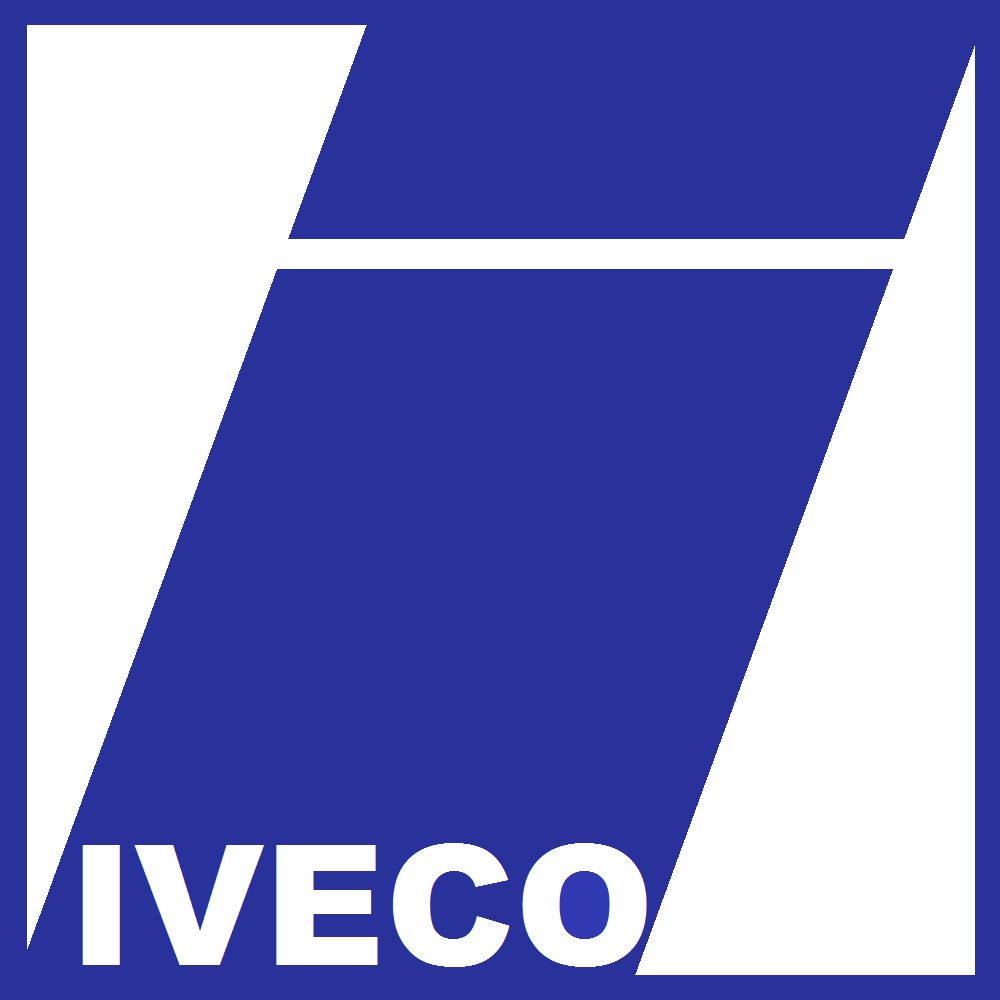
1er Logo Iveco (1975 à 1980).
Logo Iveco commun aux autobus, autocars et poids lourds (1980 à 2022).
Logo actuel (inauguré en 2023).